# Автошлях N3 (Бангладеш)
Автошлях N3 — це національне шосе Бангладеш. Він з'єднує столицю Бангладешу Дакку з Міменсінгхом і Шерпур.

## Список ви‘їздів
Весь маршрут проходить у відділенні Дакка.
| Місцезнаходження | км | Миля | Напрямки  | Примітки |
| ---------------- | -- | ---- | --------- | -------- |
| Дакка            |    |      |           |          |
| Тонгі            |    |      | N501      |          |
| Джойдебур        |    |      | N4 / N105 |          |
| Майменсінгх      |    |      |           |          |